# Attilio Papis
Attilio Papis (Bizzarone, 14 giugno 1957) è un allenatore di calcio ed ex calciatore italiano, di ruolo difensore.

## Carriera
Dopo qualche apparizione in Serie C con il Legnano nel 1974 ed un anno nelle giovanili del Torino, passa allo Spoleto in Serie D per un anno prima di approdare all'Empoli.
Con i toscani gioca per sette stagioni, vincendo il campionato di Serie C1 1982-1983 e debuttando così in Serie B, dove disputa 34 gare. Nel 1984 passa al Varese disputando altre 35 partite in Serie B e chiude la carriera da professionista a Messina, dove vince il campionato di Serie C1 1985-1986 e gioca altre 14 partite tra i cadetti.
Conclusa la carriera di calciatore, ha intrapreso quella di allenatore nelle categorie dilettantistiche lombarde. Dal 2017 è direttore tecnico del Meda.

## Palmarès

### Club

#### Competizioni nazionali
- Serie C1: 1

Empoli: 1982-1983